# Graciela Calderón
Graciela Calderón Díaz Barriga (Salvatierra, Guanajuato, México, 14 de julio de 1931 - 2 de enero de 2022) fue una botánica y profesora mexicana, destacada como especialista en flora neotropical.

## Biografía
Se tituló en biología en la Escuela Nacional de Ciencias Biológicas del Instituto Politécnico Nacional en 1957, con la tesis "Vegetación del Valle de San Luis Potosí". Reconocida como investigadora titular C (emérita) por el Sistema Nacional de Investigadores de su país, ha trabajado en el Instituto Mexicano de Recursos Naturales Renovables, en el Instituto de Ecología, A.C. (INECOL), en el Centro Regional del Bajío (en Pátzcuaro, Michoacán), además de la propia Escuela Nacional de Ciencias Biológicas. Estaba casada con el doctor Jerzy Rzedowski Rotter, también excepcional investigador botánico de origen polaco pero naturalizado mexicano.

## Honores
- 2010, Doctora Honoris Causa de la UAM[4]

Miembro activo de diversas sociedades científicas en el área de botánica
- Sociedad Botánica de México, y a partir de 1970 como socia vitalicia
- Sociedad Mexicana de Cactología, y a partir de 1970, socia emérita y miembro honoraria
- California Botanical Society, desde 1987
- Medalla al Mérito Botánico, de la "Sociedad Botánica de México
- José Cuatrecasas Medal for Excellence in Tropical Botany[5]

### Epónimos
- (Asteraceae) Bartlettina calderonii (B.L.Turner) B.L.Turner[6]
- (Crassulaceae) Echeveria calderoniae Pérez-Calix[7]
- (Poaceae) Koeleria calderonii A.M.Molina[8]
- (Rutaceae) Casimiroa calderonii F.Chiang & Medrano[9]
- (Xyridaceae) Xyris calderonii Kral, L.B.Sm. & Wand.[10]
- Agave gracielae Galván et Zamudio [11]
- La abreviatura «Calderón» se emplea para indicar a Graciela Calderón como autoridad en la descripción y clasificación científica de los vegetales.[12]

## Publicaciones parciales
- graciela Calderón, jerzy Rzedowski. 1994. Cistaceae A.L. Juss., Volumen 6. Flora del Valle de Tehuacán-Cuicatlán ; fasc. 6. Ed. UNAM. 15 pp. ISBN 9683639763 en línea
- jerzy Rzedowski, graciela Calderón. 1994. Linaceae Gray, Volumen 5. Flora del Valle de Tehuacán-Cuicatlán ; fasc. 5. Ed. UNAM. 19 pp. ISBN 9683639755 en línea
- alejandro Novelo, jerzy Rzedowski, graciela Calderón. 2003. Familia Alismataceae: Familia Valerianaceae. Ed. Instituto de Ecología A.C., Centro Regional del Bajío. 6 pp. ISBN 9707090456
- graciela Calderón, jerzy Rzedowski. 2006. Chloranthaceae, Volumen 141. Flora del Bajío y de regiones adyacentes. Ed. Instituto de Ecología A.C., Centro Regional del Bajío. 5 pp. ISBN 9707090774
- 2007. Familia Zannichelliaceae. Flora del Bajío y de regiones adyacentes. Ed. Instituto de Ecología A.C., Centro Regional del Bajío. 5 pp. ISBN 9707090855
- jerzy Rzedowski, graciela Calderón. 2009. Lista preliminar de árboles silvestres del estado de Guanajuato. Flora del Bajío y de regiones adyacentes. Ed. Instituto de Ecología A.C., Centro Regional del Bajío. 12 pp. ISBN 9707091002

### Libros
- 1957. Vegetación del Valle de San Luis Potosí. Ed. Instituto Politécnico Nacional, Escuela Nacional de Ciencias Biológicas. 108 pp.
- jerzy Rzedowski, graciela Calderón. 1990. Flora fanerogámica del valle de México: Monocotyledoneae. Ed. Instituto de Ecología. 494 pp. ISBN 9687213124
- -----------, -----------. 1996. Burseraceae. Flora de Veracruz. Ed. Instituto de Ecología, A.C. 37 pp. ISBN	9687213868
- graciela Calderón Díaz Barriga, rolando Jiménez Machorro. 1998. Flora del Bajío y de regiones adyacentes: Familia Orchidaceae, Tribu Maxillarieae. Ed. Instituto de Ecología. 83 pp. ISBN 9687863374
- jerzy Rzedowski, graciela Calderón. 2005. Rosaceae, Volumen 135. Flora del Bajío y de regiones adyacentes. Ed. Instituto de Ecología A.C., Centro Regional del Bajío. 157 pp. ISBN 9707090707
- jerzy Rzedowski, graciela Calderón. 2008. Flora del Bajío y de regiones adyacentes: Familia Compositae, Tribu Heliantheae I (géneros Acmella-Jefea), Volumen 157. Ed. Instituto de Ecología A.C., Centro Regional del Bajío. 344 pp. ISBN 9707090995
- -----------, -----------, armando Butanda C.. 2009. Los principales colectores de plantas activos en México entre 1700 y 1930. Ed. Instituto de Ecología, A.C., Centro Regional del Bajío. 133 pp. ISBN 6077607045